# 周代本
周代本(zhou daiben)（？—？），四川省广安州人，中国民主革命家，中华民国政治人物。

## 生平
周代本原是广安州文生，后留学日本法政大学。归国后，任重庆法政学堂监督，后在四川保路运动中任保路会代表，到湖南联合争路废约。辛亥革命爆发后，他被蜀军政府派到上海购买军械，并与各省都督府代表联合会代表在湖北会议。其后他曾任南京临时参议院议员。